# 加殼壓縮
加殼壓縮是一種對EXE檔案的数据压缩及加密保護，可以將EXE檔案壓縮成自我解壓檔案，並能隱藏解壓進程。
在免殺技術里所謂的殼與偽裝殼其實就是壓縮與外層數據偽裝，其實是利用特殊的演算法，對可執行文件與DLL文件里的資源進行壓縮與對文件的描述、版本號、創建日期、修改軟體、系統執行需求等外層數據進行偽裝，用於規避YARA、防毒軟體定義的特徵值檢測。

## 用途
- 減少檔案大小：可節省磁碟空間、加速網路傳輸。
- 加密內容：可以避免程式遭到任意竄改、亦可對防毒軟體免殺。

## 加殼壓縮技術
常見的有：
- IEXPRESS
- UPX
- ASProtect
- WinRAR
- NSPack
- DarkCrypt